# 1er janvier 2014
Le mercredi 1er janvier 2014 est le 1e jour de l'année 2014.

## Décès
- Jamal al-Jamal Diplomate palestinien, ambassadeur en République tchèque (2013-2014).
- Traian T. Coșovei Poète roumain.
- Herman Pieter de Boer Écrivain, journaliste et parolier néerlandais.
- Pete DeCoursey (en) Journaliste américain.
- Michael Glennon Prêtre catholique et criminel australien.
- Milan Horvat Chef d'orchestre croate.
- Patrick Karegeya 	Chef du renseignement militaire rwandais devenu opposant politique.
- Higashifushimi Kunihide Moine bouddhiste japonais et oncle de l'empereur Akihito.
- William Mgimwa Homme politique tanzanien.
- Juanita Moore Actrice américaine.
- Jaffar Namdar Arbitre iranien de football.
- Susanna Pechuro (ru) 	Dissidente russe anti-stalinienne, membre de la Memorial Society.
- Igor Popov Architecte, directeur artistique du théâtre russe « L'école d'art dramatique (ru) » (1987-2013).
- Josep Seguer Footballeur et entraîneur espagnol.

## Événements
- La Grèce prend la présidence de l'Union Européenne.
- La Russie prend la présidence tournante du G8.
- La Lettonie adopte l'euro à la place du lats et devient le 18e membre de la zone euro.